# Néstor Vidrio
Néstor Vicente Vidrio Serrano (Guadalajara, 22 marzo 1989) è un calciatore messicano, difensore del Venados.